# Vontade de Vencer
Vontade de Vencer é um documentário autobiográfico luso-angolano realizado por André Banza e escrito por Paula Campos, sobre o cantor Anselmo Ralph. Estreou-se em Portugal a 3 de setembro, em Angola a 4 de setembro, e em Moçambique a 17 de outubro de 2015.

## Ficha técnica
- Produção executiva: Coréon Dú, Sérgio Neto, Renato Freitas
- Produção, pesquisa e argumento: Paula Campos
- Montagem: Renato Silva, André Banza
- Direcção de fotografia: Pedro Lopes, Marco Fernandes
- Imagens adicionais: André Banza, Mário Tojo
- Som directo: Pedro Santos, Rui Pereira
- Música original: Anselmo Ralph
- Mistura e edição de som: Pedro Miguel Carvalho, Rui Pereira, Filipe Capitão e Sara Godinho
- Grafismo: João Vaz Oliveira
- Gradação de cores: Carlos Carneiro[5][6]